# Понинский, Эдвард
Граф Эдвард Понинский (1 октября 1810, Вжесня — 1 июня 1893, Вжесня) — польский землевладелец, общественный, политический и социальный деятель.

## Биография
Представитель польского дворянского рода Понинских герба «Лодзя». Старший сын графа Станислава Понинского (1781—1847) и Анны Сераковской (ум. 1859).
Учился в гимназии Марии Магдалены в Познани, но в декабре 1830 года бросил учёбу, чтобы принять участие в Ноябрьском восстании в Царстве Польском. Служил в Познанском конном полку и участвовал в боях при Грохове, Игане и Остроленке. Стал офицером и адъютантом генерала Юзефа Каминьского, в награду получил Крест Virtuti Militari. В сентябре 1831 года Эдвард Понинский попал в российский плен в Сандомирском, но был освобожден в ходе обмена пленными. После подавления восстания он пересек австрийскую границу и был интернирован в Оломоуце, а затем в Брно и Опаве. Вернулся в Вжесню, но был арестован прусскими властями, был заключен в Свидникскую крепость и приговорен к трем годам принудительной службы в армии.
После службы в прусской армии Эдвард Понинский поселился в Вжесне, где участвовал в жизни земянства, представляя консервативное и легалистичное направления.
В 1847 году после смерти отца получил в управление имение Вжесня и стал депутатом прусского парламента. В 1848 году в Вжесневском округе возглавил Национальный Комитет и создал там вооруженный отряд повстанцев для отражения наступления прусских войск. Он не принимал участия в восстании, но был заключен властями в крепость Познани. В начале 1849 года Эдвард Понинский был избран депутатом от Вжесневского округа в прусский парламент. Но он был мало активен в парламенте и польском коло. В последующие годы он, главным образом, занимался управлением собственного имущества. В 1861 году Эдвард Понинский стал членом первого правления Центрального Экономического Общества Великого княжества Познанского. В 1863 году участвовал в организации повстанческих отрядов, которые пересекали прусско-российскую границу и участвовали в восстании в Царстве Польском.
Скончался и был похоронен в Вжесне.

## Семья и дети
1 февраля 1838 года женился на Евстафии Жозефе Грабской (1817—1889), от брака с которой у него было трое детей:
- Мария (род. 1842), замужем за Стефаном Хлаповским
- София (род. 1843) замужем за Константом Енджеем Щанецким
- Станислав (род. 1846), женат на Марии Мельжинской